# Шмидт, Беттина
Беттина Шмидт (нем. Bettina Schmidt, 2 июня 1960, Штасфурт, Саксония-Анхальт — 28 апреля 2019, Эйзенах, Тюрингия) — восточногерманская саночница, выступавшая за сборную ГДР в конце 1970-х — середине 1980-х годов. Серебряный призёр зимних Олимпийских игр в Сараево, чемпионка Европы, обладательница Кубка мира, многократный призёр национального первенства.

## Биография
Беттина Шмидт родилась 2 июня 1960 года в городе Штасфурт, федеральная земля Саксония-Анхальт. Росла в спортивной семье, её отец был профессиональным гандболистом. В детстве пробовала себя в плавании брассом и толкании ядра, но без особых достижений. Активно заниматься санным спортом начала в середине 1970-х годов, вскоре прошла отбор в национальную сборную и стала принимать участие в крупнейших международных стартах, показывая довольно неплохие результаты. Так, уже в сезоне 1979/80 заняла в общем зачёте Кубка мира второе место, а на европейском первенстве 1982 года в Винтерберге выиграла золотую медаль, став чемпионкой Европы в женском одиночном разряде. В сезоне 1983/84 после окончания всех кубковых этапов расположилась на первой строке в мировом рейтинге сильнейших саночниц и стала обладательницей Кубка мира, разделив его с соотечественницей Штеффи Мартин.
Благодаря череде удачных выступлений Шмидт удостоилась права защищать честь страны на зимних Олимпийских играх 1984 года в Сараево, без проблем преодолела квалификацию и завоевала в итоге серебряную медаль. Поскольку конкуренция в сборной на тот момент сильно возросла, через некоторое время приняла решение завершить карьеру профессиональной спортсменки, уступив место молодым немецким саночницам. После ухода из санного спорта вышла замуж и родила двоих детей, позже работала тренером в федерации тобоггана земли Северный Рейн-Вестфалия.